# Road to Rupert
Road to Rupert (Camino a Rupert en España y Buscando a Rupert en Hispanoamérica) es el noveno episodio de la quinta temporada de la serie Padre de familia y el tercer episodio road movie de la misma, el cual fue emitido el 28 de enero de 2007 a través de FOX. Después de vender a Rupert sin darse cuenta, Stewie le obliga a acompañarle y recuperar su peluche mientras recorren Estados Unidos. Por otro lado, el departamento de policía le revoca a Peter el carnet de conducir tras conducir de manera temeraria.
El episodio está escrito por Patrick Meighan y dirigido por Dan Povenmire y cuenta con la colaboración de los actores: Max Burkholder, Phil LaMarr, Rob Lowe, Ted McGinley, Stephen Stanton, Connor Trinneer, Audrey Wasilewski, George Wendt y Dave Wittenberg.
El capítulo fue visto por 8,8 millones de televidentes según la cuota de pantalla Nielsen y las críticas recibidas fueron dispares en su mayoría.

## Argumento
Los Griffin montan un rastro en el jardín con el fin de deshacerse de las cosas innecesarias. Desafortunadamente, Brian vende a Rupert, el oso de peluche de Stewie a un hombre mientras estaba leyendo el periódico. Tras percatarse de la desaparición de Rupert, Stewie se deprime al pensar que jamás volverá a verlo, por lo que Brian le lleva a una juguetería para comprarle otro peluche, pero cuando Stewie se niega a sustituirle y le sugiere ir a buscarlo, el can admite haberlo vendido por accidente. En un intento por dar con el comprador, toma una muestra del ADN de las huellas encontradas en el billete con el que pagaron por el peluche. Cuando descubren que es un vecino de Quahog se dirigen a su dirección, pero una vez allí descubren que se han mudado a Aspen, Colorado. No obstante Brian se niega a seguir con él hasta que Stewie le pregunta cómo piensa explicarle a Lois que ha perdido a su propio hijo, razón por la que acepta a acompañarle por todo el país hasta llegar a las Rocosas donde buscan alquilar un helicóptero, pero al no disponer de dinero, Stewie interpreta un tema musical (junto a Gene Kelly) en una alusión a Levando anclas tras descubrir que aparte de dinero en metálico y cheques, también se conforman con una melodía. Una vez se hacen con el aparato, Brian pierde el control del mismo a causa del fuerte viento de las montañas y acaban estrellándose a pocos kilómetros de Aspen.
Una vez llegan a su destino localizan a Stanford Cordray, el comprador de Rupert y el cual se niega a devolvérselo a su anterior dueño, sin embargo Stewie rechaza tirar la toalla y al ver que es esquiador le desafía a una carrera de ski en la que si gana se quedará con Rupert mientras que si pierde le dará el perro. Para asegurarse la victoria, Stewie prepara una treta con la que ganar, pero pierde tras estrellarse contra un pino al distraerse, por lo que tras aceptar la derrota, reconoce que quizá ya sea mayor para Rupert, y aunque aparentemente decide renunciar a él, consigue robarle el peluche al hijo pequeño de Cordray y volver a casa después de robar un coche a punta de pistola.
Por otro lado, en una trama paralela con la anterior, Peter compra sus propios guantes de Evel Knievel y decide emularle saltando por encima de varios coches montado en el suyo con resultados desastrosos, por lo que Joe le retira su permiso de conducir además de informarle de que uno de los afectados, una mujer, le ha interpuesto una demanda por violación debido a que en el momento del accidente, se le desplegó el airbag rompiéndole el himen. Lois por su parte empieza a estar harta y le consigue un chófer propio: Meg, para su pesar. 
No obstante, Meg debe aguantar todas las burlas de su padre y sus amigos hasta que en un momento de ira, frena en seco con el resultado de un accidente con un coche que venía por detrás y agrede al conductor tras ser insultada por este. A raíz de lo sucedido, Peter cambia de opinión respecto a su hija y empieza a mostrarle cariño por primera vez, sin embargo Meg empieza a preocuparse de que su padre vuelva a tratarla mal cuando recupere el carnet hasta que Peter la reconforta al decirle que serán "amigos en secreto" y que solo la humillará delante de la familia para "mantener las apariencias".

## Producción

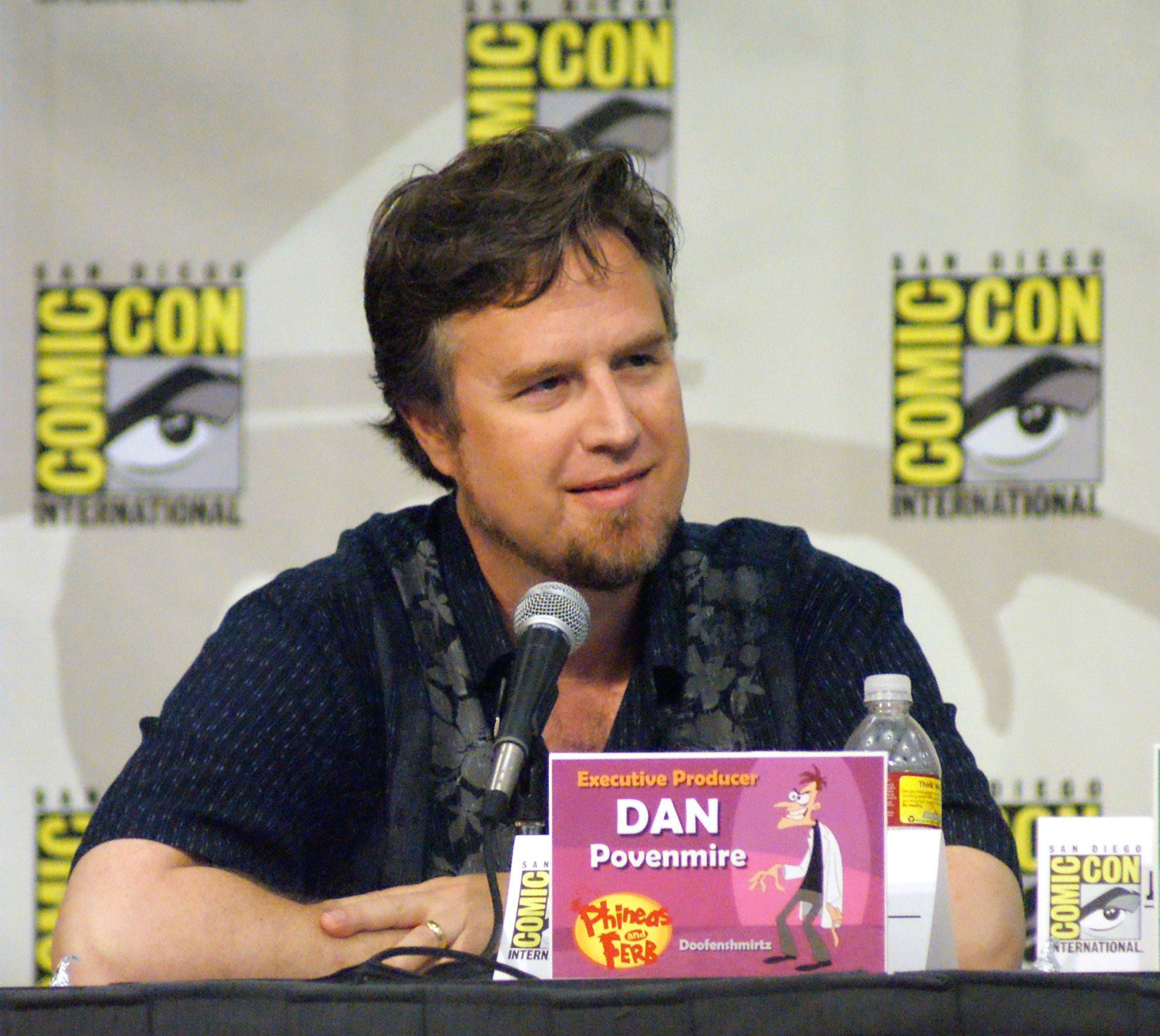
Este fue el último episodio Road to... de Dan Povenmire tras Road to Rhode Island y Road to Europe.

Este fue el primer episodio de la temporada escrito por Patrick Meighan y el primer Road to... desde que Dan Povenmire abandonó la serie en 2007.
Durante la producción del episodio hubo varios cambios y escenas que se desecharon o se recortaron: en una de ellas aparece Lois rompe la cuarta pared al criticar película de Stewie Griffin: La historia jamás contada, a la que califica de "un corte de mangas para los seguidores" al decir que solo se tratan de tres episodios mezclados en uno, pero fue eliminada por cuestiones de tiempo. En la escena en la que Joe le requisa el carnet por provocar un accidente fue modificada para que cumpliera la política de la cadena; en el borrador original Joe le comunicaba que en el accidente impactó contra un judío que le iba a acusar de crimen de odio, pero fue sustituido por una mujer virgen. La escena en la que aparece Stewie drogado tras beberse un frasco de NyQuil con el fin de superar la pérdida de Rupert también fue eliminada por razones de tiempo. David Goodman declaró en el audiocomentario del DVD que el equipo de producción no parecía tener la suerte de cara con las secuencias. La secuencia de la película Levando anclas en la que aparece Stewie (en lugar de Jerry) fue montada fotograma a fotograma y fue una faena muy ardua.
Una de las múltiples escenas inéditas del episodio consistía en una larga secuencia en la que Brian y Stewie viajaban por Estados Unidos en los cuales, en algunos Estados solo aparecían fotos de maízales. Según comentaba Seth MacFarlane en el audiocomentario dijo realizar un viaje por el país días después de los atentados del 11 de septiembre de 2001 y le sorprendió ver tantas plantaciones. Otra escena eliminada muestra a Stewie llamar a un gato tras estrellarse con el helicóptero, pero el diálogo fue reemplazado. La última escena del capítulo en la que Stewie y Brian roban un coche fue reescrita y eliminada para la televisión.